# École supérieure des beaux-arts de Toulouse
Pour les articles homonymes, voir École des beaux-arts.
Successeur de l'Académie royale de peinture, sculpture et architecture de Toulouse, l’École des beaux-arts de Toulouse est l’un des deux établissements artistiques en région Occitanie à relever de la tutelle pédagogique du ministère de la Culture. Dans le cadre de la réforme des écoles d’art françaises, l'école est devenue en 2011 un Établissement public de coopération culturelle, l'institut supérieur des arts de Toulouse, et a incorporé le Centre d'études supérieures de musique et de danse de Toulouse, devenu le département spectacle vivant de l'isdaT.
L'institut supérieur des arts de Toulouse, département beaux-arts, assure une formation pratique, théorique et technique de créateurs plasticiens dans les domaines de l’art, du design et du design graphique, ainsi que de la musique et de la danse.

## Historique
Une école de dessin et de peinture existe dès 1680. En 1746, la Société des beaux-arts est créée par les peintres Antoine Rivalz, Guillaume Cammas et l'avocat Bernard Dupuy du Grez, auteur par ailleurs d'un Traité sur la Peinture (1699) et fondateur d'une première école publique et gratuite. Elle est financée par la municipalité qui l'héberge au Capitole, au Logis de l'Écu. Puis elle s'installe dans l'actuelle rue Lafayette.
Par un acte royal de 1750, Louis XV fonde l'Académie royale de peinture, sculpture et architecture de Toulouse,. C'est la première des académies provinciales dans ce domaine et la seule, avec celle de Paris, à porter le nom d’« Académie royale de peinture ». Jean-Auguste-Dominique Ingres figure parmi les élèves de l'Académie royale, de 1791 à 1796. Comme toutes les académies françaises l'Académie royale de peinture, sculpture et architecture de Toulouse est dissoute en 1793, mais ses professeurs continuent d'enseigner bénévolement durant la Révolution.
En 1804, l'école s'installe dans une partie de l'ancien couvent des Augustins (actuel musée des Augustins) qui donne sur la rue qui prendra le nom de rue des Arts. Après l'introduction d'un cours de géométrie et de mécanique par l'architecte Urbain Vitry, elle est nommée École des beaux-arts et des sciences industrielles en 1827. Un de ses directeurs les plus connus est le général d'Empire, peintre et introducteur de la lithographie en France, Louis-François Lejeune, nommé en 1837. En 1883, elle passe sous la tutelle du ministère de l'Instruction publique et des Beaux-Arts et devient l'École nationale et spéciale des beaux-arts.
En 1892, la partie du couvent des Augustins où elle se trouve est détruite par le percement de la rue de Metz. L'école trouve ses locaux définitifs, quai de la Daurade, près de la basilique de la Daurade, dans la manufacture des tabacs, ancienne usine de Boyer-Fonfrède. En 1895, elle reçoit la façade monumentale, ornée des allégories de La Sculpture d'Alexandre Laporte en collaboration avec Blanc, L'Architecture d'Abel Fabre, La Peinture d'Alexandre Laporte et La Gravure de François Laffont[réf. nécessaire], du nouveau palais des Arts et des Sciences industrielles de l'architecte Pierre Esquié.
L'architecture est séparée de l'école des beaux-arts, pour s'installer dans de nouveaux bâtiments au quartier du Mirail, en 1969. De 1968 à 1987, l'école a abrité le Scriptorium de Toulouse, atelier d'enseignement des arts graphiques, dirigé par les professeurs André Vernette et Bernard Arin, à l'origine pour une grande part du renouveau de la calligraphie et de la création typographique en France.

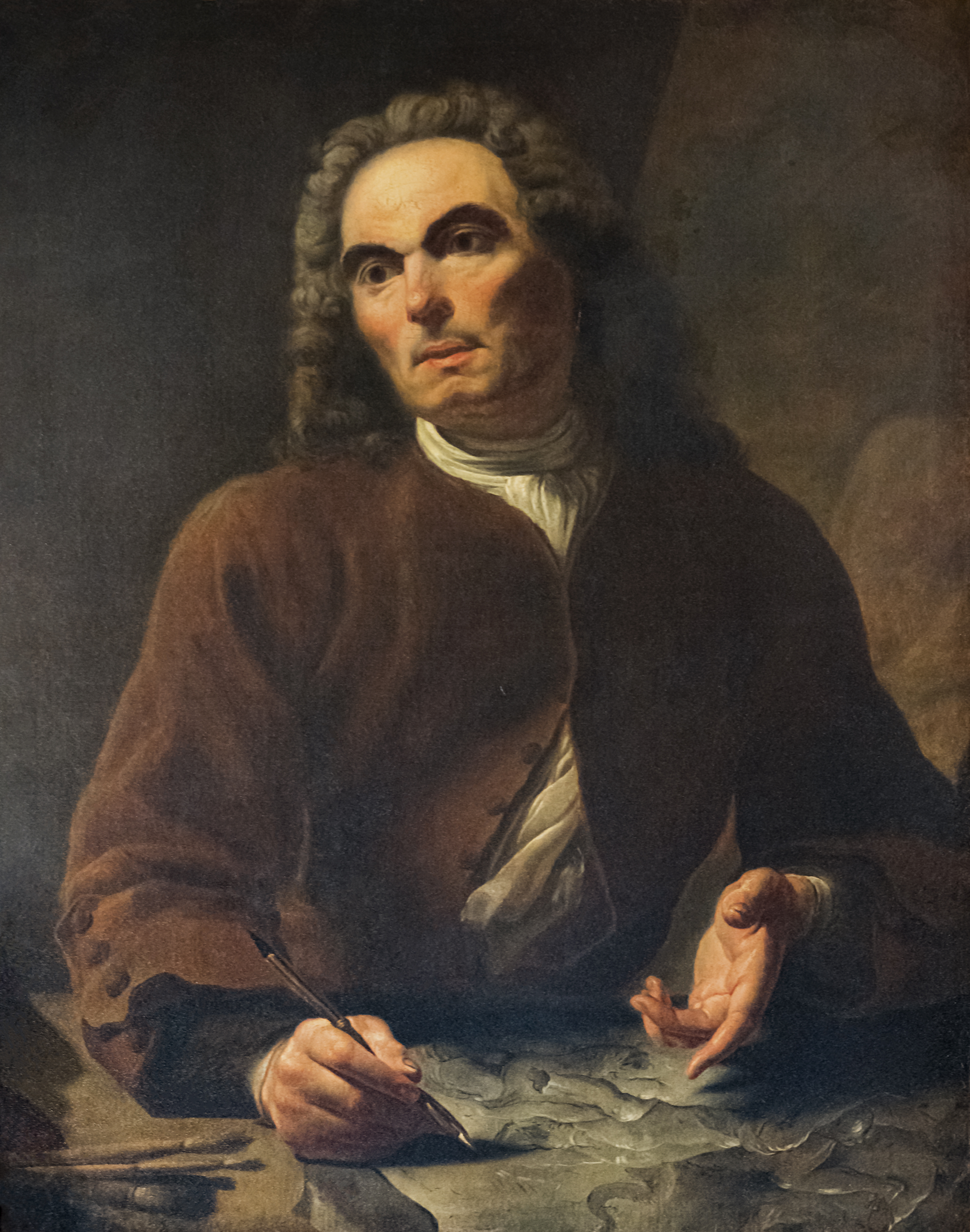
Antoine Rivalz, Autoportrait (1721), collection particulière. Rivalz fut le directeur-fondateur de l'École de 1725 à 1735.
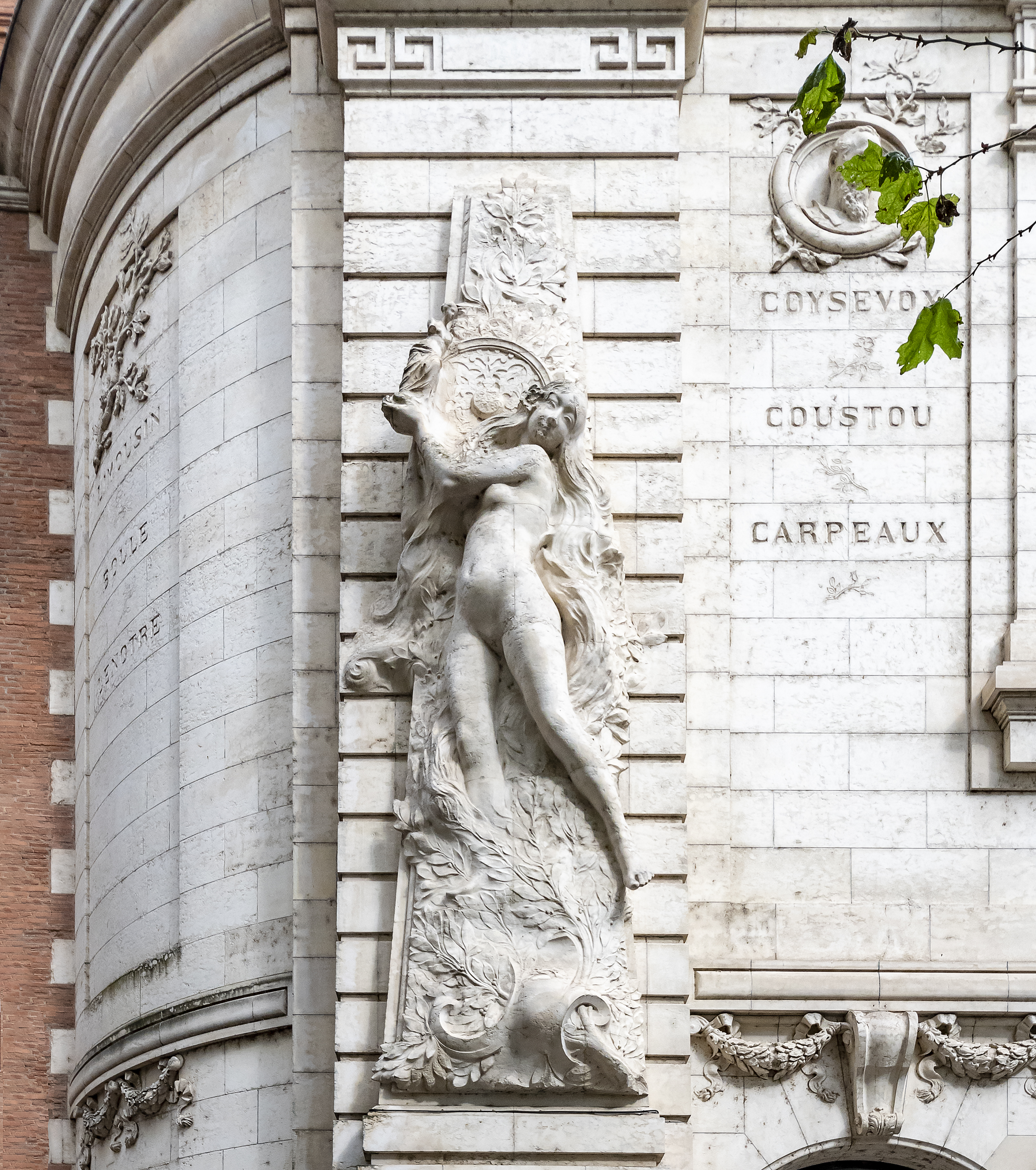
Léo Laporte-Blairsy, La Sculpture.
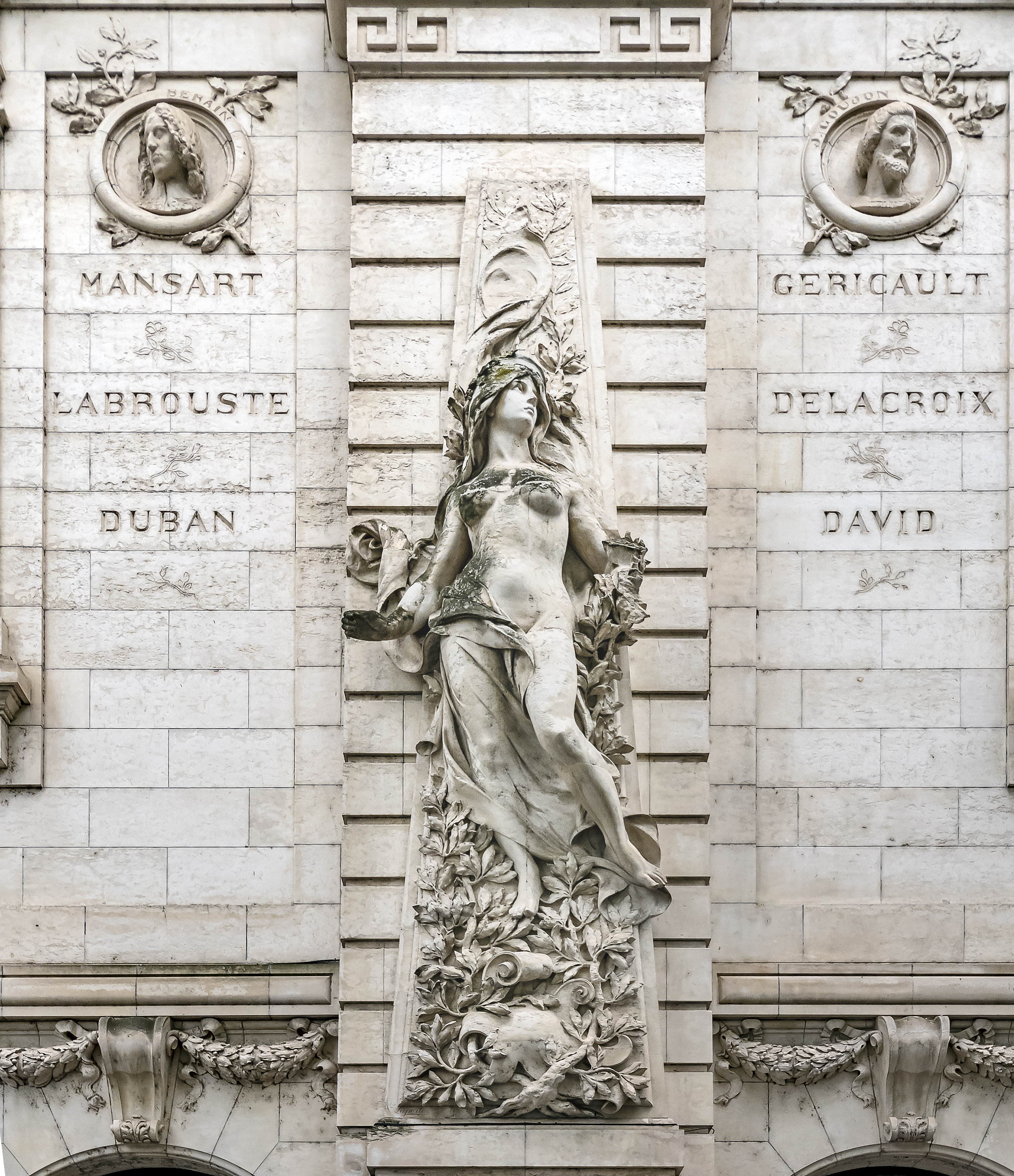
Alexandre Laporte, La Peinture.
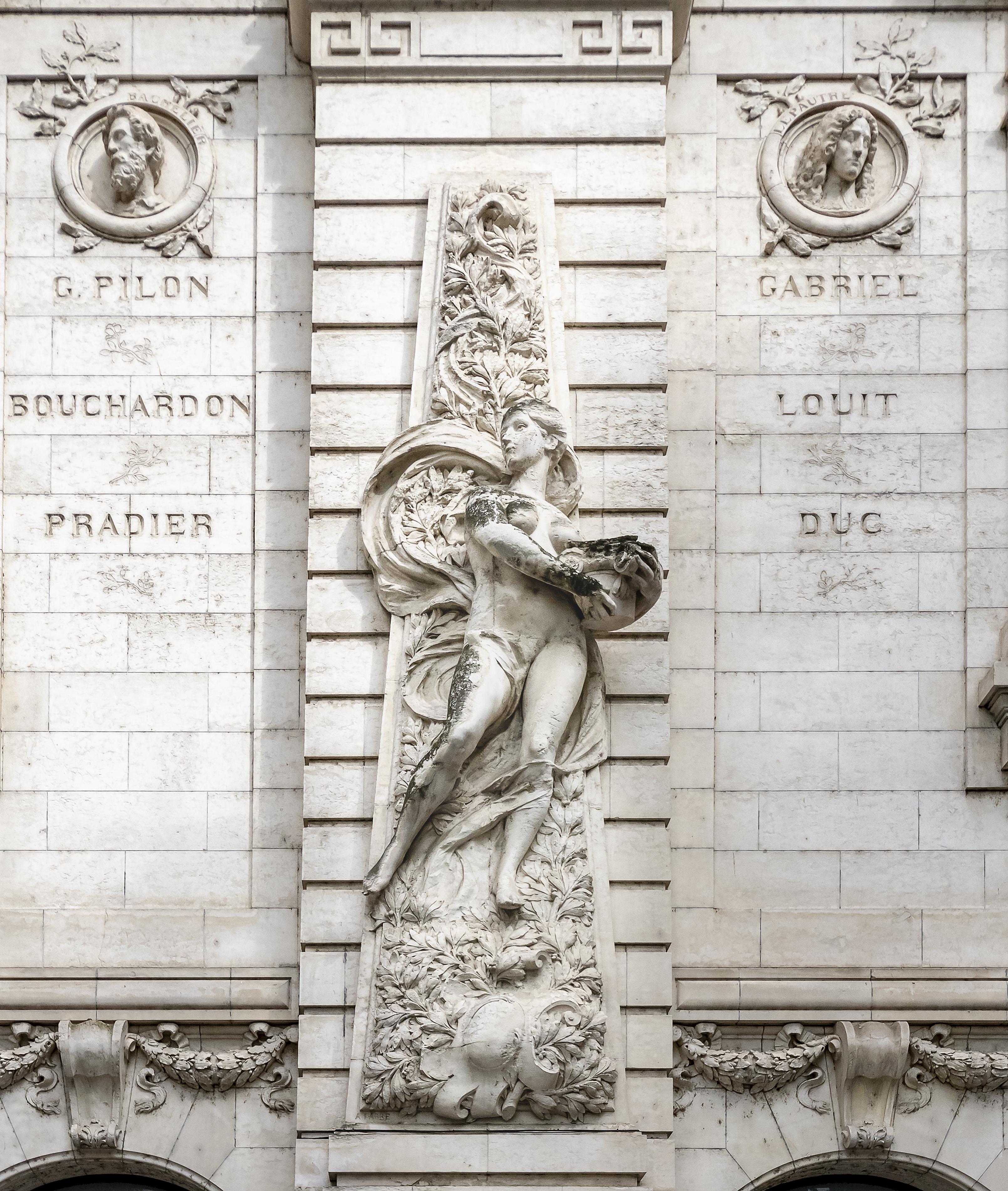
Abel Fabre, L'Architecture.
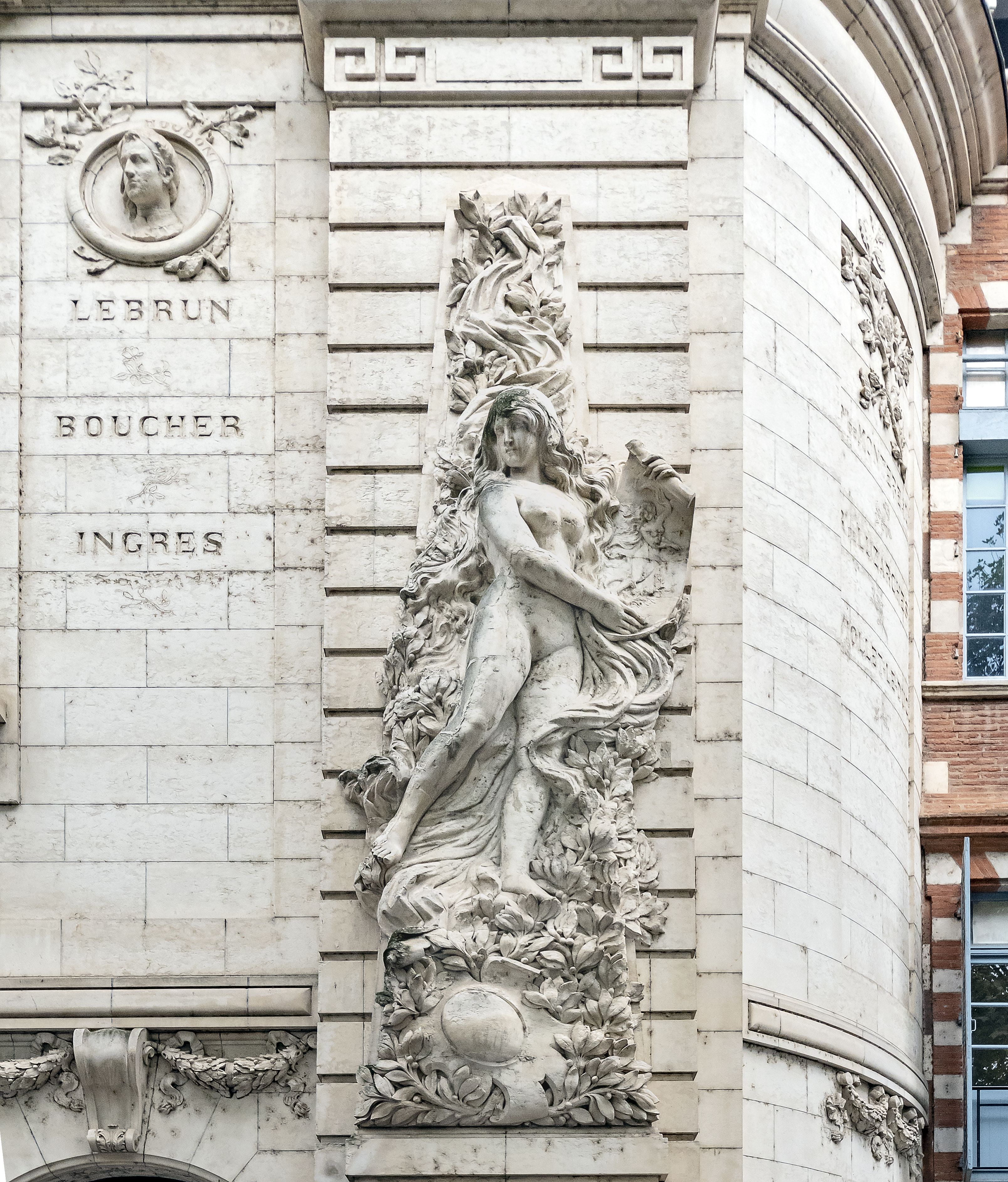
François Laffont, La Gravure.
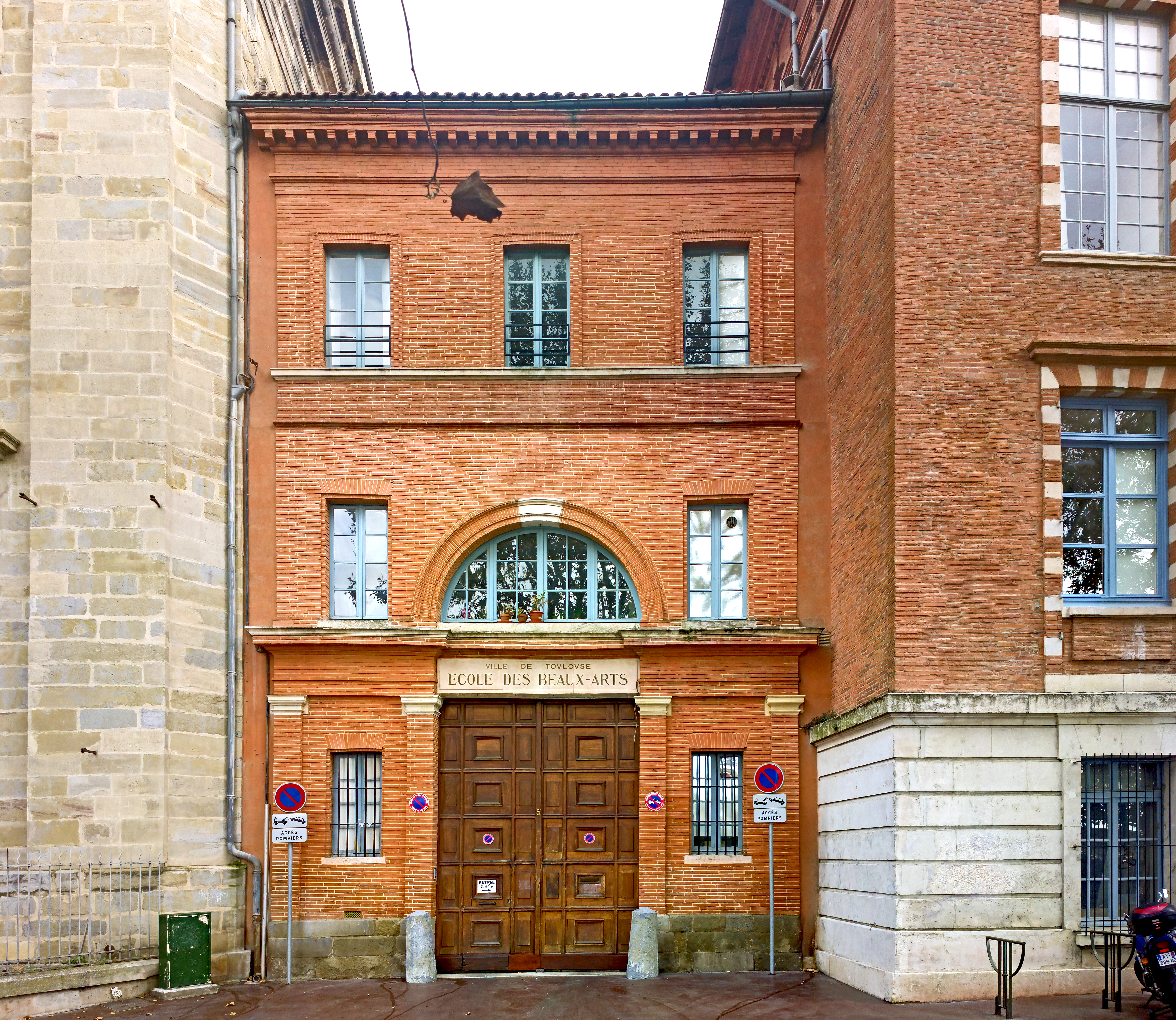
Ancienne entrée de l’école supérieure des beaux-arts de Toulouse.
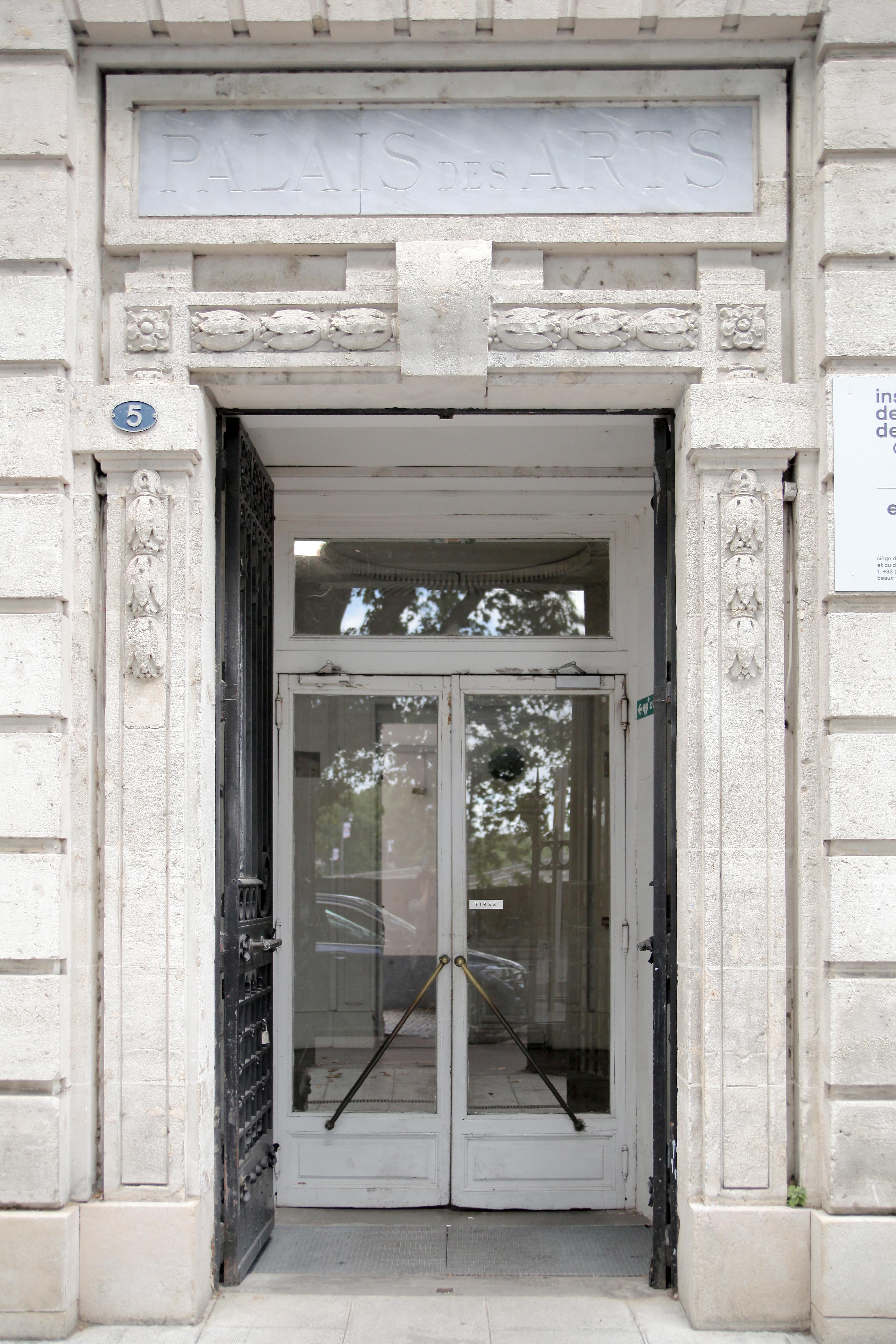
Entrée principale de l'institut supérieur des arts de Toulouse (département beaux-arts).

## Professeurs
- Joseph Andrau (directeur), sculpture.
- Bernard Arin, art graphique.
- Raoul Bergougnan (1947-1975), peinture.
- Paulin Bertrand (1852-1940), peinture, 1868.
- Édouard Bouillière (1934-), peinture.
- Michel Brigand (1930-), peinture.
- François Cammas (1770-1801), peinture, architecture.
- Guillaume Cammas, peinture, architecture.
- Antonin Carlès (1851-1919), sculpture.
- Clovis Cazes (1883-1918), peinture.
- Georges François Castex (1860, Collioure-1943, Toulouse), peinture.
- Claude Chaigneau, dessin.
- Félix Denax, peinture.
- Jean Druille (1906-1983) grand prix de Rome, sculpture.
- Jean-Louis Ducros, peinture.
- Eugène-Henri Duler, sculpture.
- Raymond Espinasse.
- Georges Fréchin, sculpture.
- Jacques Fauché (1960-1992), peinture.
- Jules Garipuy, peinture.
- Balbino Giner (1967-1997), peinture.
- Michel Goedgebuer (1953), peinture.
- Bernard Griffoul-Dorval (1788-1861), sculpture.
- René Izaure, dessin, gravure (1976-1987).
- Alexandre Laporte (1850-1904), sculpture[10].
- Louis-François Lejeune (directeur), peinture.
- Louis Louvrier, gravure.
- Daniel Mangion, peinture.
- Henri Maurette, sculpture.
- Maurice Mélat, dessin, peinture.
- Joseph Monin, sculpture.
- Robert Pagès, sculpture.
- Henry Parayre, sculpture.
- Albert Pons (directeur), art graphique
- Henri Rachou (1855-1944), (directeur).
- Antoine Rivalz (directeur).
- Jean Rivière (1853-1922), sculpture.
- Arthur Saura (né en 1928), sculpture.
- Daniel Schintone (1953-1991), peinture.
- André-François Vernette (1949 ; directeur, 1977-1988), art graphique.
- Aroldo Zavaroni (1920-2012), sculpture.